# 2004년 5월
| 2004년: 1월 · 2월 · 3월 · 4월 · 5월 · 6월 · 7월 · 8월 · 9월 · 10월 · 11월 · 12월 |

| <          | 2004년 5월 | 2004년 5월 | 2004년 5월  | 2004년 5월 | 2004년 5월 | >           |
| 일         | 월         | 화         | 수          | 목         | 금         | 토          |
|            |            |            |             |            |            | 1 3.13 경진 |
| 2 14 신사  | 3 15 임오  | 4 16 계미  | 5 17 갑신   | 6 18 을유  | 7 19 병술  | 8 20 정해   |
| 9 21 무자  | 10 22 기축 | 11 23 경인 | 12 24 신묘  | 13 25 임진 | 14 26 계사 | 15 27 갑오  |
| 16 28 을미 | 17 29 병신 | 18 30 정유 | 19 4.1 무술 | 20 2 기해  | 21 3 경자  | 22 4 신축   |
| 23 5 임인  | 24 6 계묘  | 25 7 갑진  | 26 8 을사   | 27 9 병오  | 28 10 정미 | 29 11 무신  |
| 30 12 기유 | 31 13 경술 |            |             |            |            |             |

| 편집하기 |

## 2004년5월 31일
- 이라크에서 김선일 씨가 알 자르카위가 이끄는 무장단체에 피랍되다.

## 2004년5월 28일
- 이야드 알라위가 이라크 임시정부 총리에 선출되다.

## 2004년5월 26일
- 제1차 남북 장성급 군사 회담이 금강산에서 열리다.

## 2004년5월 25일
- 조지 W. 부시 미국 대통령이 이라크 재건 5단계 해법을 제시하다.
- 탄핵소추 기간 동안 대통령직을 맡았던 고건 총리가 사임하다.

## 2004년5월 24일
- 고건 총리가 사의를 표명하다.

## 2004년5월 21일
- 스페인군이 이라크에서 완전히 철수하다.

## 2004년5월 17일
- 바마코에서 열린 CEN-SAD(fr) 회의에서 코트디부아르, 가나, 기니비사우, 라이베리아의 4개국이 새로 가입하다.

## 2004년5월 14일
- 헌법재판소가 노무현 대통령 탄핵 소추안을 기각하다.

## 2004년5월 9일
- 체첸 공화국 그로즈니에서 일어난 폭탄 테러로 20여 명이 사망하다.

## 2004년5월 5일
- 개기 월식이 일어나다.

## 2004년5월 2일
- 나이지리아의 옐와(en)에서 630여 명이 학살당하다.(en:Yelwa massacre)

## 2004년5월 1일
- 유럽 연합 확장으로 라트비아·리투아니아·몰타·슬로바키아·슬로베니아·에스토니아·체코·키프로스·폴란드·헝가리가 유럽 연합에 가입하다.
- 서울 광장이 개장하다.